# 池田斉衆
池田 斉衆（いけだ なりひろ） は、江戸時代後期の因幡国鳥取藩の世嗣。官位は従四位上・侍従、民部大輔。

## 略歴
江戸幕府11代将軍・徳川家斉の十三男として誕生。12代将軍・徳川家慶の異母弟。
文化14年（1817年）鳥取藩主・池田斉稷の婿養子となり、文政7年（1824年）元服・叙任する。しかし、文政9年（1826年）疱瘡のため家督を相続することなく死去した。享年15。
代わって養父・斉稷の次男・斉訓が嫡子となった。